# Kristina Brenk

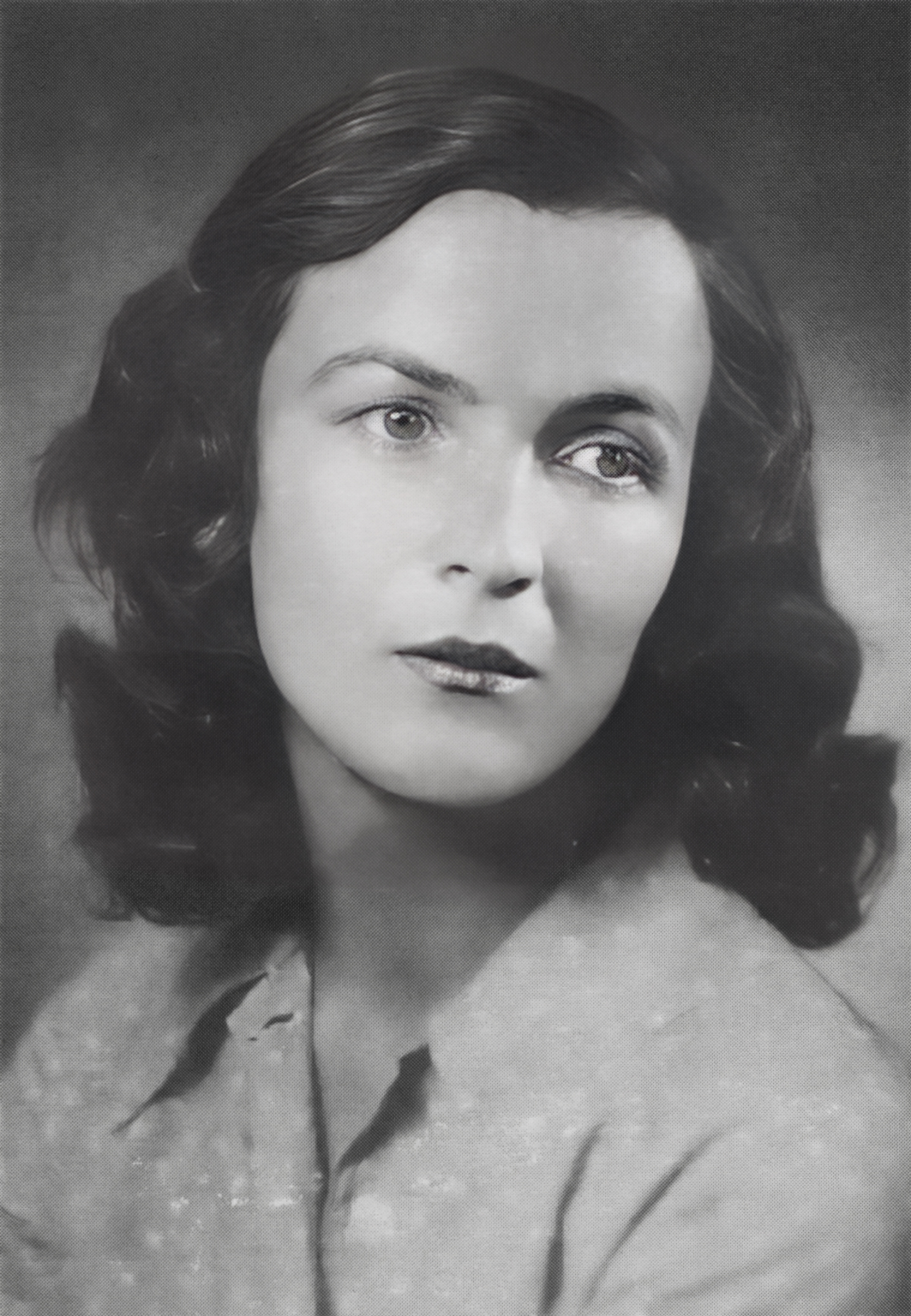
Kristina Brenk (1938)

Kristina Brenk, geborene Vrhovec, auch bekannt als Kristina Brenkova (* 22. Oktober 1911 in Horjul, Österreich-Ungarn; † 20. November 2009 in Ljubljana, Slowenien) war eine slowenische Schriftstellerin, Dichterin und Übersetzerin. Bekannt wurde sie vor allem für ihre Kinderbücher.

## Leben
Brenk wurde im Jahr 1911 in Horjul im damaligen Österreich-Ungarn geboren. Sie studierte an der Universität Ljubljana Psychologie und Pädagogik und promovierte im Jahre 1939.
Während des Zweiten Weltkrieges war sie Mitglied der politischen Widerstandsorganisation Sloweniens, der Osvobodilna Fronta. Von 1949 bis zu ihrer Pensionierung 1973 arbeitete sie als Redakteurin im Verlag Mladinska Knjiga.
Im Jahr 1972 erhielt Brenk den Levstik-Preis für ihr Werk Deklica Delfina in lisica Zvitorepka. 1999 erhielt sie den Levstik-Preis ein zweites Mal für ihre Lebensleistung im Schreiben von Kinderbüchern. Sie starb 2009 in Ljubljana und wurde am dortigen Zentralfriedhof Žale begraben.
Die Auszeichnung für das beste slowenische Bilderbuch, die seit 2003 vom slowenischen Verlegerverband verliehen wird, wurde ab 2011 nach Kristina Brenk benannt.

## Veröffentlichte Werke (Auswahl)
- Košček sira 1971
- Deklica Delfina in lisica Zvitorepka 1972
- Prva domovina 1973
- Kruh upanja 1973
- Srebrna račka, zlata račka 1975
- Čenča Marenča 1976
- Kako šteje Čenča Marenča 1976
- Dobri sovaržnikov pes 1980
- Hoja za bralci 1980
- Babica v cirkusu 1982
- Prigode koze Kunigunde 1984
- Moja dolina 1996
- Prišel je velikanski lev 2008